# Participation des employeurs à l'effort de construction
Pour les articles homonymes, voir 1%.
En France, la participation des employeurs à l’effort de construction (PEEC) est un dispositif visant à aider les salariés à se loger grâce à un versement des entreprises[pas clair]. Les sommes collectées permettent soit la construction de logements, soit de verser directement des aides aux salariés, sous forme de prêts ou de cautionnements pour la location.
Créé durant la Seconde Guerre mondiale (en 1943) sous le nom de « 1 % logement », le dispositif a pris le nom d’« Action logement » en 2009 puis « Action logement service » (ALS).

## Historique

Logo d'Action Logement en 2012.

Le « 1 % logement » est un système paritaire créé en 1943 par le patronat et les syndicats du Nord, à l’initiative d’Albert Prouvost, patron de la Lainière de Roubaix. Les avantages ne sont alors pas liés au contrat de travail. Le système est rendu obligatoire en 1953. Les employeurs exerçant une activité industrielle ou commerciale et occupant au minimum 20 salariés doivent investir dans la construction de logements pour leurs salariés au moins 1 % de la masse salariale ; cet investissement peut se faire directement ou par une cotisation à l'un des 220 comités interprofessionnels du logement (CIL) ou à une Chambre de commerce et d’industrie. Les cotisations permettent l’investissement pour la réservation de logements ou le financement de prêts. Le taux d’assujettissement est progressivement diminué pour atteindre 0,45 % ; parallèlement, 0,5 % sont affectés au fonds national d'aide au logement. De plus entre 1995 et 2002, 5 milliards d’euros sont prélevés par l’État notamment pour financer le prêt à taux zéro.
À la fin des années 1990, de nombreuses interrogations apparaissent sur la PEEC, en particulier à cause de la baisse des taux d’intérêts et des prestations inadaptées. La convention quinquennale du 3 août 1998, conclue entre les ministères du logement et du budget et l’Union d’économie sociale du logement (UESL), va profondément réformer la PEEC. En contrepartie de l’arrêt de prélèvements par l’État de ses ressources la PEEC doit financer la rénovation urbaine. De nouvelles prestations sont créées, visant à étendre les aides de la PEEC et à leur donner un caractère plus social.
En 2005, le seuil d’assujettissement passe de 10 à 20 salariés.
En 2009 un rapport de la Cour des comptes critique la gestion du PEEC. En réaction le nombre de CIL passe de 109 à 25 et le « 1 % logement » devient « Action logement ». La même année le rapport de l’Agence nationale pour la participation des employeurs à l’effort de construction (ANPEEC) critique les rémunérations excessives de certains dirigeants de CIL. La loi du 25 mars 2009 de mobilisation pour le logement et la lutte contre l’exclusion réforme en profondeur la gouvernance du réseau et les modalités d’utilisation des ressources : la nature et les règles d’utilisation des aides distribuées au titre de la PEEC, sont fixées par voie réglementaire, après consultation des partenaires sociaux. Ce cadre réglementaire a depuis été critiqué pour sa rigidité par les partenaires sociaux, dénonçant un pouvoir de décision unilatéral de l’État sur la PEEC contraire au principe de gouvernance paritaire de cette dernière. Plusieurs recours ont été faits contre les décrets et arrêtés pivots de la PEEC, par l’UESL et d’autres acteurs (USH).
La loi du 24 mars 2014 pour l'accès au logement et un urbanisme rénové crée l’Agence nationale de contrôle du logement social pour succéder à la mission interministérielle d’inspection du logement social (MIILOS) chargée du contrôle du logement social, et à l’ANPEEC. La loi prévoit le retour à une contractualisation entre l’État et Action logement en matière de gestion de l’emploi des fonds issus de la PEEC et renomme l’Union d’économie sociale du logement en Union des entreprises et des salariés pour le logement. L’ordonnance du 20 octobre 2016 rassemble l’UESL et les CIL dans un groupe unique nommé « Action Logement ».
Le gouvernement ponctionne régulièrement Action Logement pour financer son budget. Ainsi, 500 millions d'euros ont été prélevés en 2019, et 1,3 milliard d'euros en 2020. La Loi relative à la croissance et la transformation des entreprises relève de vingt à cinquante salariés le seuil d’assujetissement à la PEEC. Une réforme devrait être proposée par le Gouvernement en 2021.
Depuis le 15 juillet 2020, Action Logement a mis en place sa plateforme locative entièrement digitale. Avec AL'in, l'usager peut suivre les logements sociaux disponibles à proximité et postuler directement dans l'outil. Si la commission d'attribution lui attribue le logement, il en sera directement notifié.

## Fonctionnement

### Ressources
Les employeurs privés non agricoles occupant au moins cinquante salariés doivent verser 0,45 % au moins du montant de leur masse salariale pour financer des d’actions dans le domaine du logement, en particulier du logement des salariés, soit via un organisme agréé, soit directement.
| Collecte                                      | 1 581 |
| Retours sur les prêts aux ménage et bailleurs | 1704  |
| Compensation État                             | 133   |
| Ressources totales                            | 3 418 |

### Emplois
Les fonds de la PEEC sont destinées :
- à des aides à des personnes physiques pour leurs projets d’accession à la propriété, de réhabilitation de leur logement, d’accès au logement locatif, de changement de logement ou de maintien dans celui-ci ;
- au soutien à la construction, à la réhabilitation et à l’acquisition de logements locatifs sociaux ainsi qu’à la production de logements locatifs intermédiaires ou de logements destinés à l’accession sociale à la propriété ;
- à des interventions à caractère très social dans le domaine du logement, notamment sous la forme d’opérations relatives au logement ou à l’hébergement des personnes défavorisées et de dépenses d’accompagnement social ;
- à la mise en œuvre du programme national de rénovation urbaine et du nouveau programme national de renouvellement urbain ;
- à la mise en oeuvre du programme Action Cœur de Ville pour la revitalisation des centres des villes moyennes et l’accès au logement des salariés dans les centres anciens ;
- à la participation à des actions de formation, d’information ou de réflexion dans le domaine du logement et de la politique de la ville menées par des organismes agréés par l'État ;
- au versement de compensations à des organismes d’assurance qui proposent des contrats d’assurance contre les impayés de loyer[12].

| Financement des bailleurs sociaux                         | 1484  |
| Intervention et aides auprès des salariés des entreprises | 887   |
| Financement des politiques publiques                      | 1109  |
| Foncière logement                                         | 52    |
| Bonification prêts CDC                                    | 300   |
| Subventions aux politiques nationales                     | 1 227 |
| Financement fonctionnement APAGL                          | 5     |
| Emplois totaux                                            | 3 837 |

#### Concours aux personnes physiques
Les aides suivantes peuvent être proposées aux personnes physiques :
Pour les locataires : 
- Offre de logements locatifs
- Avance « loca-pass »
- Garantie « Visale »

Pour les propriétaires :
- Prêt pour acquisition dans l’ancien sans travaux
- Prêt pour construction ou acquisition dans le neuf

Pour les salariés en difficulté :
- Prêt pour allègement temporaire de quittance
- Prêt « sécuri-pass »
- Prêt pour refinancement de prêt immobilier plus onéreux
- Prêts pour rachat de logement d’accédant en difficulté
- « CIL-pass assistance »

Pour les bailleurs :
- garantie risques locatifs
- Prêt pour travaux d’amélioration
- Garantie Visale

Pour les salariés en mobilité professionnelle :
- « CIL-pass mobilité »
- Aide mobili-jeune
- Aide mobili-pass
- Prêt relais mobilité

#### Concours aux personnes morales
Chacun des vingt-trois CIL permet le financement et la production de logements locatifs via des prêts et subventions :
- aux bailleurs sociaux y compris filiales Entreprises sociales pour l'habitat
- à des filiales immobilières.

#### Concours aux politiques nationales
La PEEC permet de subventionner  :
- l’Agence nationale pour la rénovation urbaine,
- l’Agence nationale pour l'information sur le logement.

### Gouvernance
L’agence nationale de contrôle du logement social (ANCOLS) est un établissement public à caractère administratif chargé d’une mission de contrôle et d’évaluation relative au logement social et à la participation des employeurs à l'effort de construction.
1. Action Logement Groupe est une association loi de 1901 qui représente les partenaires sociaux. Elle a pour rôle de conclure la convention quinquennale avec l’État et de fixer la stratégie de la PEEC[16].
2. Action Logement Services est une société par actions simplifiée, ayant pour associé unique Action Logement Groupe. Elle a pour mission d’assurer la collecte de la PEEC et de distribuer les emplois[17].
3. Action Logement Immobilier est une société par actions simplifiée, ayant pour associé unique Action Logement Groupe. Elle a pour mission de gérer l’ensemble des filiales immobilières[18], dont les entreprises sociales pour l'habitat.

## Participation des employeurs agricoles à l'effort de construction
Un dispositif équivalent existe pour les salariés agricoles ; il est financé par un versement de 0,45 % de la masse salariale par les employeurs occupant au minimum 50 salariés agricoles.

## Communication

### Activité de lobbying en France
Pour l'année 2017, Action Logement déclare à la Haute Autorité pour la transparence de la vie publique exercer des activités de lobbying en France pour un montant qui n'excède pas 50 000 euros.